# Еталон насадження (втрачена)

## Створення
Заповідне урочище «Еталон насадження» (втрачена) – об’єкт природно-заповідного фонду, що був оголошений рішенням Сумського Облвиконкому № 305    20.07.1972 року на землях Литовського лісництва (квартал 1). Адміністративне розташування - Охтирський район, Сумська область.

## Характеристика
Площа – 30,5 га. 

## Скасування
Рішенням Сумської обласної ради № 334   21.11.1984 року пам'ятка була скасована. 
Скасування статусу відбулось по причині виключеня в зв’язку з тим, що цей квартал входить в заповідне урочище "Литовський бір".
Вся інформація про стоворення об'єкту взята із текстів зазначених у статті рішень обласної ради, що надані Державним управлянням екології та природних ресурсів Сумської  області Всеукраїнській громадській організації «Національний екологічний центр України» . .